# سان خوان دي فلوريس
سان خوان دي فلوريس (بالإسبانية: San Juan de Flores) هي بلدية في مقاطعة فرانشيسكو مورازان بهندوراس.
تُعرف أيضًا باسم كانتارانا وتقع على بعد حوالي 55 دقيقة شمال العاصمة تيغوسيغالبا وعلى بعد حوالي 20 دقيقة من فالي دي أنجيليس.